# Guy Roger Nzamba
Guy Roger Nzamba est un footballeur international gabonais, né le 13 juillet 1970 à Port-Gentil.
Arrivé en France à l'AJ Auxerre, il ne parvient jamais à s'imposer dans l'équipe. Il est alors prêté au FC Mulhouse en Super D2 pour la saison 1993-1994. L'année suivante, 1994-1995 il est encore prêté à un club de D2, cette fois au SCO Angers. Blessé et peu utilisé dans ce dernier, il retourne tout de même à l'AJ Auxerre avant de rentrer au Gabon au FC 105 Libreville, pour faire son service militaire.
Son retour en Afrique n'est que de courte durée, puisqu'il repart peu de temps après pour l'Europe, direction l'Italie et l'US Triestina en Série C2; puis la Grande-Bretagne d'abord avec Saint Johnstone en D1 Écossaise puis à Southend United en D4 Anglaise.
Il termine sa carrière en Belgique au KV Courtrai.